# 曹杨新村
31°14′05″N 121°24′11″E / 31.2346°N 121.403°E
曹杨新村是位于中華人民共和國上海市普陀区曹杨新村街道的一片工人新村住宅区，包括曹杨一村至曹杨九村九个工人新村。新村始建于1951年，是上海乃至全国第一个工人新村，处于中山北路以西，曹杨路以南。2005年，曹杨新村中最早建成的曹杨一村被列为第四批上海市优秀历史建筑。

## 历史
今曹杨新村所处地块，在中华人民共和国建国初年，为上海西北郊的城乡结合部地区，毗邻原真如镇，包含十几个自然村。1951年，为改善工人居住条件，时任上海市长的陈毅决定，效仿苏联的工人新村，在上海郊区兴建工人新村。为此，上海市政府成立了“工人住宅建筑委员会”，由副市长潘汉年负责。是年3月，上海市政府派工作组考察新村选址。考察组踏勘了普陀区和杨浦区5处地方，最终于5月决定分期兴建曹杨新村。5月17日，工作组完成调查报告，并编制了《曹杨新村规划》。陈毅随即批准了这一规划。

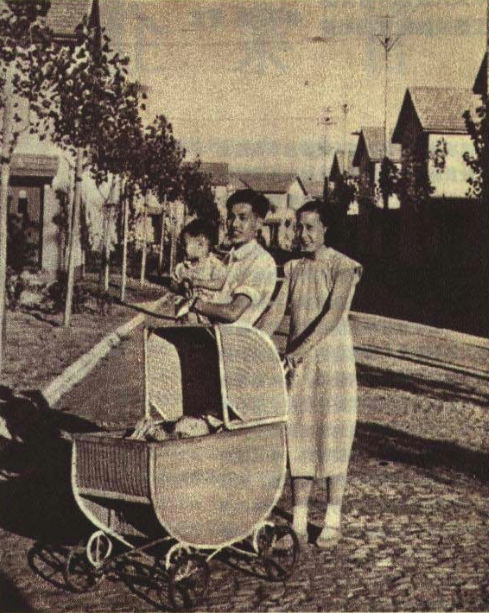
1952年曹杨新村的群众

新村的建设规划由上海都市计划研究委员会和公共房屋管理处共同负责，曾任上海民用建筑设计院院长的建筑师汪定曾设计。汪定曾是同济大学教授，知名建筑师金经昌的学生，后者也参与了设计。6月，普陀区政府成立“市政工程建设执行委员会”，负责曹杨新村的建设。7月，“曹杨路工人住宅”被上海市政府正式列入年度建设计划。随后，市政府出资325万元，动迁菜农367户并完成了土地前期开发。1951年9月18日，建设工程开工，由上海由市营建筑工程公司负责建设。1952年5月，曹杨新村落成竣工并通过验收。1952年6月29日，上海市政府在曹杨新村举行庆祝典礼。随后，第一批工人住户入住新村。这些住户大多是普陀区、江宁区、长宁区三个区的纺织、五金产业工人，其中劳模居多。所以曹杨新村也有“劳模村”的美称，甚至出现了“一人住新村，全厂都光荣”的口号。1952年底，曹杨新村作为上海第一个对外开放的住宅区，开始接待波兰、德国、古巴、巴基斯坦等国的外宾参观。
此后，上海市政府分三期对曹杨新村进行了大规模改扩建：早在1951年底，工人住宅建筑委员会就已完成了扩建部分的规划。1952年-1954年，曹杨二村至曹杨六村建成，原曹杨新村被更名为曹杨一村。1955年-1977年，曹杨五村至九村建成，形成今日的规模。此外，为进一步解决工人住房问题，曹杨一村曾于1966年改建。这次改建中，曹杨一村部分建筑被加建一层。20世纪80年代起，曹杨新村的二万户住宅逐步被拆除改造，曹杨二村至六村被部分改建为多层和高层住宅。

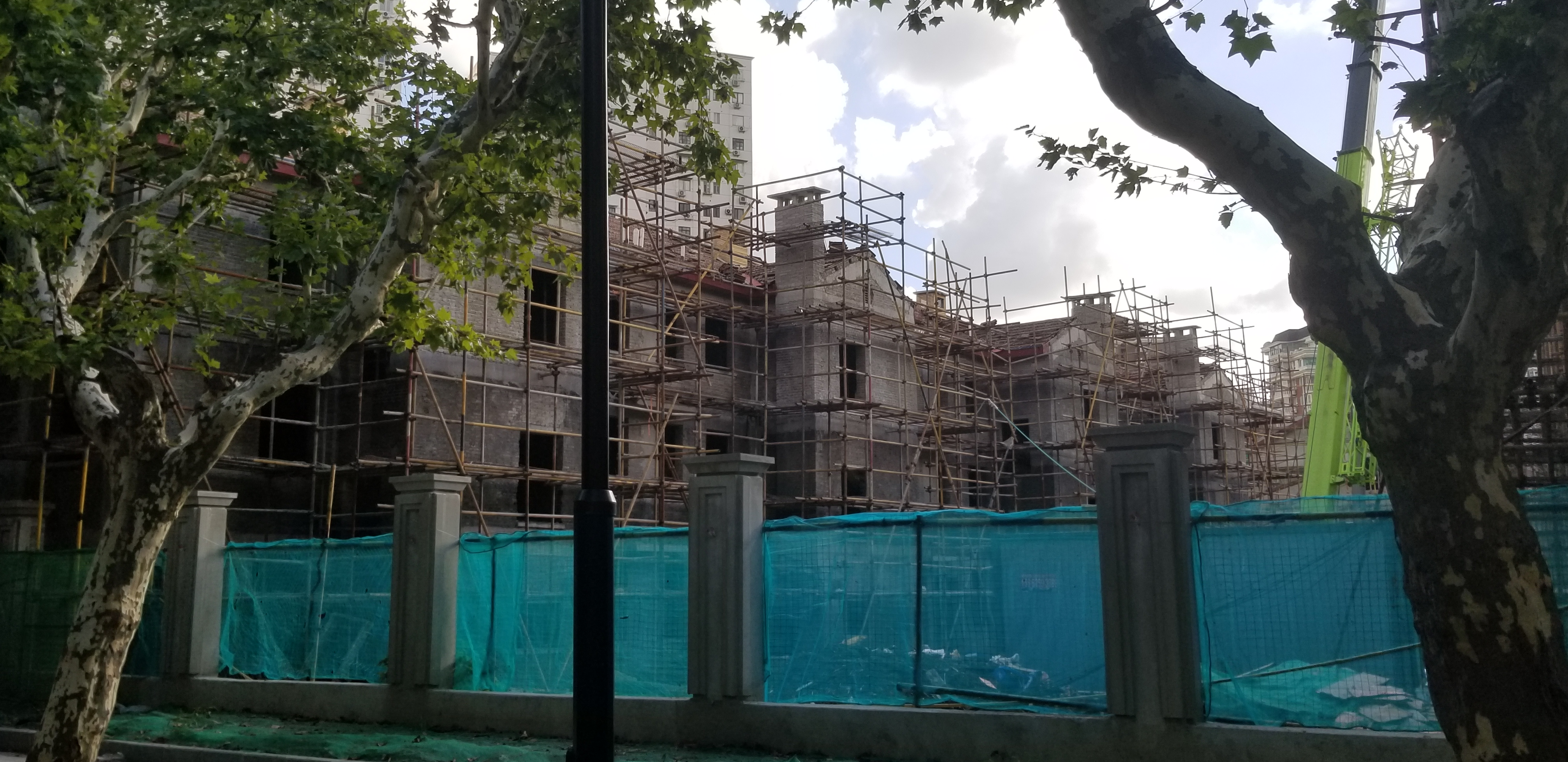
改建中的曹杨一村

2005年，曹杨一村被列为第四批上海市优秀历史建筑，不过由于列入优秀历史建筑会延缓旧改进程，“优秀历史建筑”铭牌安装后又被居民拆下:170。2011年，正值曹杨新村建村60周年之际，记录曹杨新村历史的“曹杨村史馆”开始筹建，2013年落成开放。2014年，在上海城市规划主题展上，曹杨新村作为优秀规划的典型案例成为展览主题之一。2015年，曹杨新村又被列为上海首批城市更新试点项目，其中涉及曹杨环浜的改造作为社区更新的案例在上海城市空间艺术季上展出。
2019年12月，曹杨一村成套改造项目启动。2021年11月，曹杨一村改造项目完成，居民陆续回搬。改造后的曹楊一村实现厨房、卫生间的各户独用。

## 曹杨一村

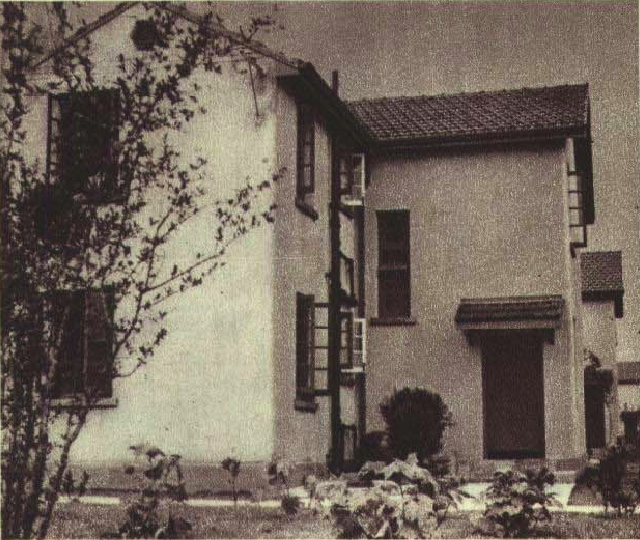
1952年曹杨新村的工人住宅

曹杨一村是曹杨新村中最早建成的部分。其占地面积13.3公顷，建筑面积3.2万平方米，包含48幢2层至3层（后来加建为3层）砖混结构的建筑，合计167个单元，1002户。

### 布局

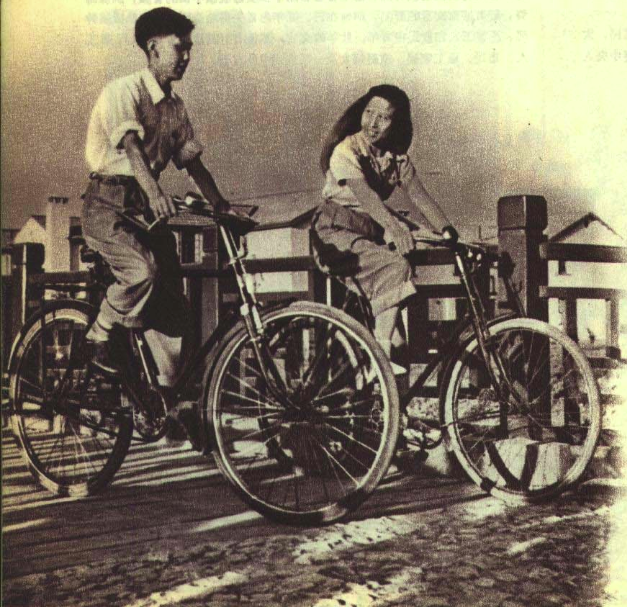
1952年曹杨新村的工人

曹杨一村虽然是模仿苏联工人新村而建，但在规划布局时并没有采取与之类似的“大街坊”式的布局，而是充分借鉴了欧美城市规划中“邻里单元”的概念。曹杨一村在开发时，留出十分之一的土地用以建造公共设施。小学被设置在街坊中心，房屋建筑围绕小学而建，又在街坊内部布置大礼堂、图书馆、菜场、诊疗所等设施，并为银行、邮局、文化馆留出了土地供后续建设。这确保了所有公共设施离住宅的距离都不超过600米（相当于步行7-8分钟的距离），人均公共设施面积达到6.3平方米。新村内既设置了公园，又在局部设置了小体量的绿化，通过“点面结合”，保证了新村人均10平方米绿化的设计目标。曹杨一村所处地块原为农田，设计师在设计时，充分地利用了地块水网密布的特点，只填平了一小部分河流。新建道路沿河设置，住宅建筑采取行列式布局，亦沿河布置，呈现弧形。这种保留河道的做法既可以保证住宅区在雨季的排水，又改善了居住环境。新村内的房屋间距较大，房屋朝向经过设计，以朝南为主却并不统一。这既可以在冬季能够充分保证采光，又弥补了行列式布局单调的缺点。新村内的主路，支路，人行道和汽车道均较为宽敞。

对于这种布局设计，设计师汪定曾在《寄语今天的建筑师》一文中回忆：
|  | 那时欧美的学院派和设计界中关于花园城市、新城市主义运动萌芽等的研究、尝试已开始蓬勃发展……同时，那些在上海旧式里弄中的风铃声、笑语及树影里成长的记忆又深深地刻在我的脑海里。……我一直试图在设计实践中有机地融合这两种我所接触到的截然不同的文化基因…… |

在当时，“邻里单元”概念被中共视为“资本主义思想”而受到批判，取而代之的是苏联的“居住区”思想:78，因此对曹杨一村的评价受到一定影响。1953年，来沪视察的苏联专家穆欣对规划提出了批评。1956年，汪定曾在《上海曹杨新村住宅区的规划设计》一文中写道，曹杨一村在设计过程中过于推崇“西方小资产阶级的”邻里单元概念；但在晚年时，他又解释当年作出这样的评论实属形势所迫。同济大学建筑系副教授朱晓明则认为曹杨一村“对人的精神空间超乎寻常的尊重，可以塑造人”。日本建筑评论家斋藤和夫说:“这是一种漂亮而潇洒的西欧风格”。

### 房屋设计
曹杨一村内的住宅建筑立面为白色，屋面铺设红瓦，采用大花格漏窗与绿色木窗。可分为一型、二型、三型、四型四种类型。其中前三种类型为二层，第四种类型为三层。每一层设置三户人家，其中一户为23平方米的大户，两户为16平方米的小户，设计人均居住面积4平方米。曹杨新村一期工程的居室设计为独门独户，厨房和卫生间为公用。

## 曹杨二村至六村
曹杨二村至六村建于1952年至1953年，属于曹杨新村二期工程，也属于“两万户新工房”的一部分。有鉴于曹杨一村的设计不被苏联专家看好，建造方式也不经济，曹杨二村至六村的建筑标准较为低下。这五个新村总建筑面积11万平方米，包含400个单元，共计4000户，均为二层砖混结构的建筑。建筑煤卫合用，空间较为狭小。

## 曹杨八村
曹杨八村於1950年代建成。前中共中央總書記江澤民和其妻王冶坪曾居住於曹楊八村。這是江泽民1962年调到上海担任电器科学研究所副所长后分配到的房子。2020年，當局将對曹杨八村內的一部分住宅进行舊房改造，有8栋住宅將加装电梯。